# Alpi rassz

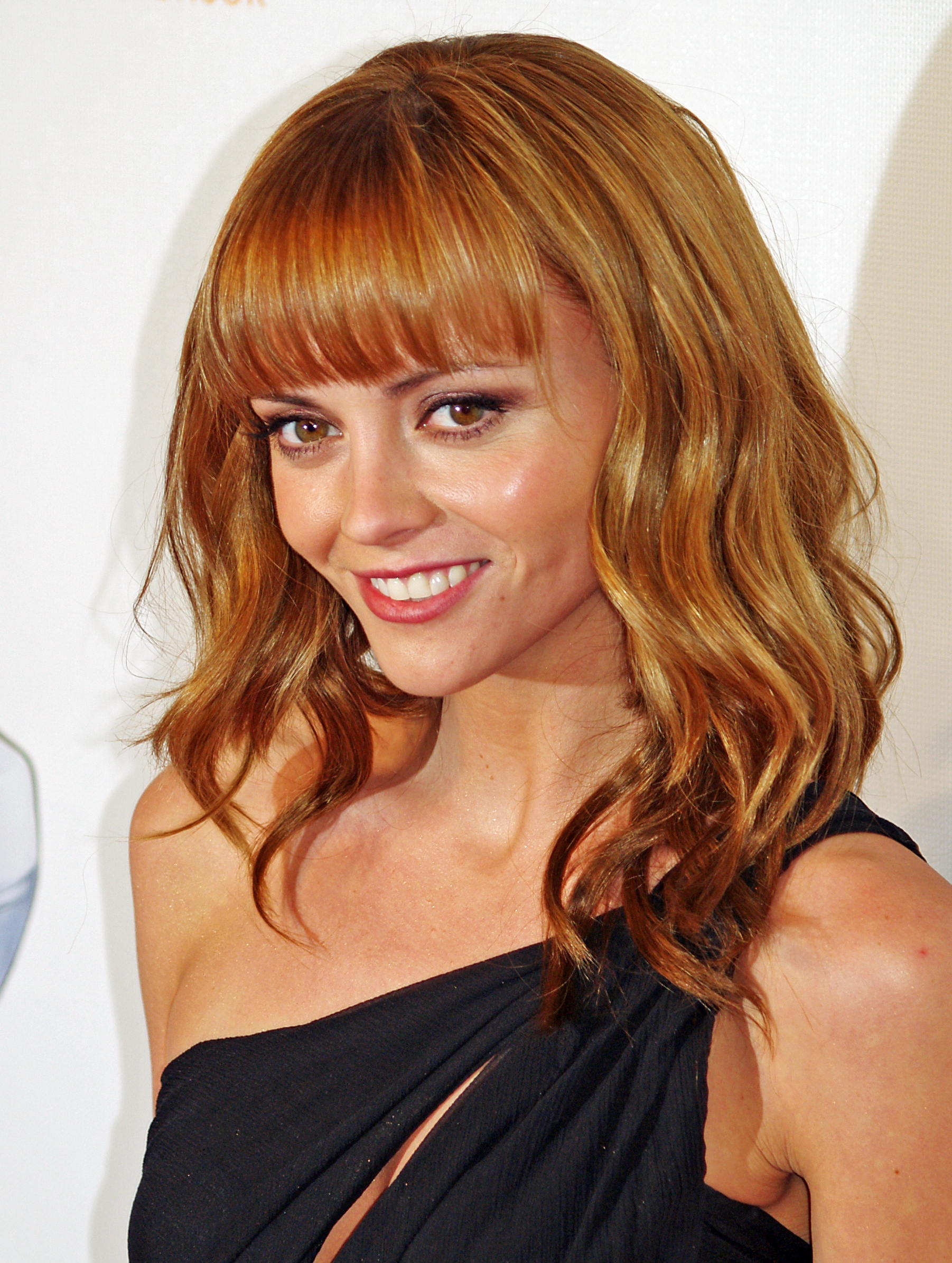
Christina Ricci

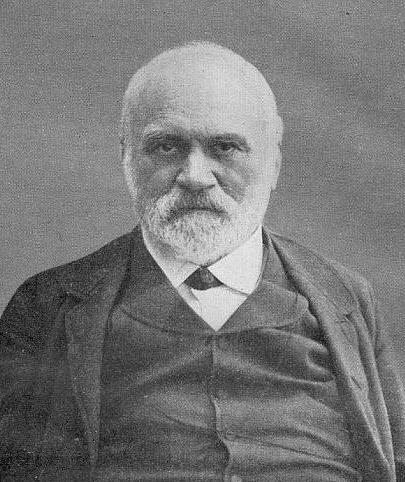
Heinrich Kiepert

Az alpi rassz Közép-Európa jellegzetes rassza.

## Testi jellegek
Testalkat zömök, esetlennek tűnő. Magassága régebben közepes vagy kisközepes volt, ám ma gyakori a nagyközepes termet. A nyak rövid, a vállak szélesek, a végtagok aránylag rövidek, főleg a lábak. A fej rövid, széles és kerek. A csontos szemöldökív fejletlen - még a férfiaknál is. A nyakszirt széles, magas. A szemek kicsik, egymástól távol ülnek, a fogmedri előre állás kifejezett. Az orr rövid, kicsi, az orrprofil homorú, az orrcimpák időnként duzzadtak. A száj közepes nagyságú. Vastag szálú, merev haj sötétbarna vagy szürkésfekete; a szemszín általában sötétbarna.

## Elterjedési terület
Legnagyobb számban Svájcban, az Alpok vidékén, Franciaország nagy részén, Olaszország északi részén, Németország déli részén, Csehországban és a Kantábriai-hegység, Lengyelország déli részén és Ukrajna területén is megtalálható. Savoie-ban, Wallais-ban, Tirolban, Bajorországban és Graubündenben a 84%-os arányt is elérheti.

### Kárpát-medence
A Dunántúlon a leggyakoribb Magyarországon. Bartucz Lajos arányát 10-15%-ra teszi a magyarságban, ám a Duna–Tisza közén az eredeti lakosságnál 4%-os arányban fordul elő, ám a telepesek miatt ez a szám már nagyobb. Német ajkú telepesek hozták be a magyar nemzettestbe[pontosabban?].[forrás?]